# Озтюрк, Себахаттин (государственный деятель)
Себахаттин Озтюрк (род. 1 июля 1962, Акдоган, Чайкара) — турецкий государственный деятель.

## Биография
Себахаттин Озтюрк родился 1 июля 1962 года в селении Акдоган, находящемся близ города Чайкара, который входит в ил Трабзон. В 1986 году окончил Стамбульский университет. В 1987 году сдал экзамен на каймакама. Изучал английский язык в британском университете Брайтона. В 1990 году занял должность каймакама района Османгази, входящего в ил Бурса. В 2007 году был назначен губернатором ила Нигде, занимал этот пост до 2009 года, когда был назначен губернатором ила Эрзурум. В 2013 году был назначен губернатором ила Анталья, занимал эту должность до 16 сентября 2014 года.
15 сентября 2014 года Озтюрк был назначен заместителем министра внутренних дел. 7 марта 2015 года сменил Эфкана Ала на посту министра внутренних дел.

### Личная жизнь
Женат, двое детей